# 藤井町 (安城市)
藤井町（ふじいちょう）は、愛知県安城市の地名。

## 地理
安城市南部に位置する。東は木戸町、西から南は西尾市に接する。

### 河川
- 矢作川[1]
- 鹿乗川[1]

## 歴史

### 人口の変遷
国勢調査による人口および世帯数の推移。
| 1995年（平成7年）  | 650世帯 1571人 |  |
| 2000年（平成12年） | 497世帯 1463人 |  |
| 2005年（平成17年） | 575世帯 1476人 |  |
| 2010年（平成22年） | 617世帯 1484人 |  |
| 2015年（平成27年） | 647世帯 1486人 |  |
| 2020年（令和2年）  | 751世帯 1665人 |  |

## 交通
- 国道23号（岡崎バイパス） 藤井IC
- 愛知県道岡崎西尾線[2]

## 施設
- アイシンワーナー[1]
- 桜井農協三ツ川支店[2]
- 藤井特産園芸組合共同集荷場[2]
- 藤井漬物組合[2]
- 藤井農村公園[2]
- 真宗大谷派安正寺[2]
- 熊野神社[2]

### WEB
1. ↑  “愛知県安城市の町丁・字一覧”.   人口統計ラボ. 2023年8月26日閲覧。
2. 1 2  総務省統計局 (2022年2月10日). “令和2年国勢調査の調査結果(e-Stat) - 男女別人口，外国人人口及び世帯数－町丁・字等” (CSV). 2023年8月2日閲覧。
3. ↑  “愛知県安城市の郵便番号一覧”.   日本郵便. 2023年8月26日閲覧。
4. ↑  “市外局番の一覧” (PDF).   総務省 (2022年3月1日). 2022年3月22日閲覧。
5. ↑  総務省統計局 (2014年3月28日). “平成7年国勢調査の調査結果(e-Stat) - 男女別人口及び世帯数 －町丁・字等” (CSV). 2021年7月20日閲覧。
6. ↑  総務省統計局 (2014年5月30日). “平成12年国勢調査の調査結果(e-Stat) - 男女別人口及び世帯数 －町丁・字等” (CSV). 2021年7月20日閲覧。
7. ↑  総務省統計局 (2014年6月27日). “平成17年国勢調査の調査結果(e-Stat) - 男女別人口及び世帯数 －町丁・字等” (CSV). 2021年7月21日閲覧。
8. ↑  総務省統計局 (2012年1月20日). “平成22年国勢調査の調査結果(e-Stat) - 男女別人口及び世帯数 －町丁・字等” (CSV). 2021年7月21日閲覧。
9. ↑  総務省統計局 (2017年1月27日). “平成27年国勢調査の調査結果(e-Stat) - 男女別人口及び世帯数 －町丁・字等” (CSV). 2021年7月21日閲覧。

### 書籍
1. 1 2 3 4 5  「角川日本地名大辞典」編纂委員会 1989, p. 1567.
2. 1 2 3 4 5 6 7  「角川日本地名大辞典」編纂委員会 1989, p. 1568.